# 항구 블루스
〈항구 블루스〉(일본어: 港町ブルース 미나토마치브루스[*]는 일본의 가수 모리 신이치의 싱글로, 1969년 4월 15일 발매되었다. (7" Vinyl: SV-1045) 이 곡은 잡지 《헤이본》(平凡)을 통해 일반인에게 가사를 공모했으며, 그 결과 후카츠 타케시 (深津武志)가 응모한 것으로 쓰여졌다. (이후 모리는 38년간 일반인에게 가사 공모를 하지 않았으며, 이후 같은 방식으로 가사를 모집한 곡은 2008년 발표한 〈부두〉(波止場 하토바[*])였다.) 가사의 보완은 나카니시 레이가, 작곡은 이노마타 코쇼 (猪俣公章), 편곡을 모리오카 켄이치로 (森岡賢一郎)가 각각 맡았다. B 사이드 곡은 〈여자의 사계〉(女の四季 온나노시키[*])이며 이 곡 역시 동일한 방식으로 가사가 모집되었다. 가사는 탄고 하루키 (丹古晴巳)의 것이 선정되어, 무라카미 치아키 (村上千秋)가 보완했다. 작곡과 편곡은 이노마타가 맡았다.
가사에서는 홋카이도의 하코다테시를 시작으로 가고시마현의 가고시마시까지 많은 일본의 항구 도시가 등장하며, 이들 도시의 등장 순서는 북쪽으로부터 일본 열도를 남하한다. 곡에 등장하는 도시는 다음과 같다;
- 하코다테시 (홋카이도)
- 미야코시 (이와테현)
- 가마이시시 (이와테 현)
- 게센누마시 (미야기현)
- 미우라시 (가나가와현)
- 야이즈시 (시즈오카현)
- 오마에자키시 (시즈오카 현)
- 고치시 (고치현)
- 다카마쓰시 (가가와현)
- 야와타하마시 (에히메현)
- 벳푸시 (오이타현)
- 나가사키시 (나가사키현)
- 마쿠라자키시 (가고시마현)
- 가고시마시 (가고시마 현)

이 중에서 모리는 야와타하마를 부를 때 "야하타하마"로 오독하는 특징이 있다.
발매된 후 2주 만에 오리콘 차트 10위권에 올랐으며, 5주 연속 1위를 기록하며 모리 신이치가 발표한 모든 싱글 중에서 가장 많은 판매고를 기록했다. 판매량은 약 250만 장으로 알려져 있다. 같은 해에 있었던 제11회 일본레코드대상에서 최우수가창상과 가창상을 받았으며, 제2회 일본유선대상에서는 대상을 수상했다. (모리는 〈번화가 블루스〉로 전년도에 이미 일본유선대상에서 대상을 수상한 바 있다.) 이 곡으로 제20회 NHK 홍백가합전에도 출연했다. 동일본 대지진이 있었던 2011년의 홍백가합전 테마는 "내일을 노래하자"였으며, 모리는 이 방송에서 항구 블루스를 42년만에 다시 불렀다.
한편 2000년에는 가사에 등장했던 게센누마 시에 이 곡의 노래비도 만들어졌다. 또한 곡의 인기에 힘입어 1969년 도에이에서 동명의 영화가 만들어지기도 했는데, 그 감독은 타카모리 료이치 (鷹森立一)였다. (이런 가요영화는 1950년과 60년대에 꽤나 흔하게 만들어졌으며, 사용되는 곡은 당시의 유행가인 경우가 많았다.) 이 영화는 당시 도에이가 제작했던 일명 "밤의가요 시리즈" 여섯 번째에 해당되는 작품이며, 모리도 이 영화에 출연해 본인 (모리)을 연기했다.

## 수록곡
| #            | 제목                               | 작사                                | 작곡          | 편곡              | 재생 시간 |
| ------------ | ---------------------------------- | ----------------------------------- | ------------- | ----------------- | --------- |
| 1.           | 〈〈항구 블루스〉〉 (港町ブルース) | 후카츠 타케시 (보완: 나카니시 레이) | 이노마타 코쇼 | 모리오카 켄이치로 | 4:09      |
| 2.           | 〈〈여자의 사계〉〉 (女の四季)     | 탄고 하루키 (보완: 무라카미 치아키) | 이노마타 코쇼 | 이노마타 코쇼     | 4:07      |
| 총 재생 시간 | 총 재생 시간                       | 총 재생 시간                        | 총 재생 시간  | 총 재생 시간      | 8:16      |